# Narromine
Narromine est une ville australienne située dans la zone d'administration locale du même nom, dont elle est le siège, en Nouvelle-Galles du Sud.

## Géographie
La ville est située dans l'Orana, sensiblement au centre de la Nouvelle-Galles du Sud, à 43 km à l'ouest de Dubbo et à 451 km au nord-ouest de Sydney. Elle est arrosée par la Macquarie et traversée par la Mitchell Highway.
Les précipitations annuelles sont de 500 mm en moyenne par an ce qui permet avec l'irrigation une mise en valeur agricole importante. La localité produit coton, maïs, sorgho, olives, vigne, agrumes, et possède un élevage de moutons pour la laine et la viande.

## Histoire
Le premier Européen a explorer la région, habitée à l'origine par les Wiradjuri, est John Oxley en 1818.
La localité voit le jour en 1883, sous le nom de Narramine, après l'ouverture d'une gare sur la ligne de chemin de fer Main Western Railway. En 1898, le village rebaptisé Narromine devient une municipalité. Le 1er janvier 1981, celle-ci est fusionnée avec le comté de Timbrebongie pour former le comté de Narromine.

## Démographie
| Année | Population |
| ----- | ---------- |
| 2016  | 4 689      |
| 2021  | 3 507      |